# Theodor Georg August Roose
Theodor Georg August Roose (* 13. Februar oder 14. Februar 1771 in Braunschweig; † 21. März 1803 ebenda) war ein deutscher Mediziner und Professor für Physiologie und Anatomie sowie Medizinhistoriker.

## Leben
Der Sohn eines Kaufmanns besuchte seit 1787 das Collegium Carolinum, studierte ab 1790 in Helmstedt und danach in Göttingen, wo er 1794 mit der medizinischen Dissertation De notivo vesicae urinariae inversae prolapsu promoviert wurde. Anschließend unternahm er eine Studienreise nach England und ließ sich in Braunschweig nieder. Er trat mit ersten Veröffentlichungen hervor. Es erfolgte die Berufung zum Professor der Anatomie und Physiologie am Anatomisch-Chirurgischen Institut sowie zum Sekretär des Ober-Sanitätskollegiums. Im Jahre 1802 wurde er zum herzoglich-braunschweigischen Hofrat ernannt, da er eine Berufung nach Kiel abgelehnt hatte. Roose gehörte zu den seinerzeit angesehensten Physiologen und Gerichtsmedizinern in Deutschland.
Roose verwendete in seinem bereits 1797 erschienenen Buch Grundzüge von der Lehre von der Lebenskraft den Begriff „Biologie“, welcher offiziell erst später (1802) vom deutschen Anatomen und Physiologen Friedrich Burdach sowie dem französischen Zoologen und Botaniker Jean-Baptiste de Lamarck unabhängig voneinander geprägt worden sein soll. Roose bezeichnete mit dem Wort „Biologie“ die Lehre von der „Lebenskraft“. Dabei folgte er der energetisch-physikalischen Naturauffassung seiner Zeit, wobei dieser Begrifflichkeit wiederum die Theorie der organischen Kräfte von Carl Friedrich Kielmeyer zugrunde lag.
1795 wurde er zum korrespondierenden Mitglied der Göttinger Akademie der Wissenschaften gewählt.

## Werke (Auswahl)
- Ueber das Ersticken neugeborener Kinder. Braunschweig 1794. Digitalisat
- Grundzüge von der Lehre von der Lebenskraft. Braunschweig 1797; 1803.
- Grundriss physisch-anthropologischer Vorlesungen. 1798–1802.
- Beyträge zur öffentlichen und gerichtlichen Arzneykunde. 1798–1802.
- Taschenbuch für gerichtliche Aerzte bei gesetzmässigen Leichenöffnungen. Verlag Friedrich Wilmans, Bremen 1800.
- Ueber die gelben Körper der weiblichen Eyerstöcke. 1800.
- Grundriss der med. gerichtlichen Vorlesungen. Frankfurt/Main, 1802.